# Chaureopa mossi
Chaureopa mossi är en snäckart som först beskrevs av R. Murdoch 1897.  Chaureopa mossi ingår i släktet Chaureopa och familjen Charopidae. Inga underarter finns listade i Catalogue of Life.